# East Bohemia Tour
El East Bohemia Tour es una carrera ciclista por etapas checa. Creada en 2015, forma parte del UCI Europe Tour desde su creación, en categoría 1.2. Discurre por la región de Bohemia. El Tour Bohemia se desarrolló también en la misma región de 2012 a 2014 pero con formato de carrera de un día.

## Palmarés
| Año  | Ganador         | Segundo         | Tercero               |
| ---- | --------------- | --------------- | --------------------- |
| 2015 | Jan Tratnik     | Paweł Cieślik   | Michal Schlegel       |
| 2016 | Jan Tratnik     | Francesc Zurita | Max Kanter            |
| 2017 | Kamil Zieliński | Krister Hagen   | Sylwester Janiszewski |

## Palmarés por países
| País      | Victorias |
| --------- | --------- |
| Eslovenia | 2         |
| Polonia   | 1         |